# 清水武明
清水 武明（しみず たけあき、1917年ごろ - 1945年8月9日）は旧日本海軍の軍人、艦爆搭乗員（偵察）。最終階級は少尉、死後大尉に二階級特進。

## 戦歴
埼玉県出身。早稲田大学中退後、1937年（昭和12年）9月1日、甲種予科練（第1期）となり、佐世保海軍航空隊に属する。
太平洋戦争中は、第三二一海軍航空隊所属の月光偵察員としてあ号作戦に参加し、テニアン島に展開。1944年5月末、田淵寿輝中尉率いる派遣隊2機の1機としてヤップ島に派遣され、同月末にペリリュー島派遣隊と交代。ヤップ島に展開時、操縦員の中川義正一飛曹（乙飛16期）とともに浮上航行中の潜水艦の撃沈を報告（米側記録なし）。しかし6月9日にB-24 11機の爆撃で乗機を失い、同月末、ダバオ第二基地に撤収。同地にて7月10日付けで第一五三海軍航空隊戦闘第901飛行隊に転属。9月9日、いわゆるダバオ誤報事件でセブへの撤収命令を受けるも、米軍機の空襲に遭遇。F6F 8機の追撃を受ける。一度は雲海に逃れてやり過ごしたが、タクロバンに着陸直前に再度遭遇したF6Fに撃墜され不時着水した。一週間後、他の月光に同乗してカガヤンに向かうが、機体の不調で林に不時着。このとき、中川一飛曹が頭蓋骨骨折の重傷を負い、以降は偵察員を失っていた陶三郎上飛曹がペアとなる。9月21日、マニラ空襲後の追撃で機動部隊を発見。翌22日、機動部隊を再度発見し、空母への肉薄攻撃を敢行。爆弾は命中せず至近弾となり、胴体と主翼に10発の被弾を受けながらも帰還した。この行動は、美濃部正大尉に夜戦隊による夜襲計画のきっかけを与えた。
1945年、美濃部少佐立案の海軍第131航空隊、通称芙蓉部隊に所属し、彗星に偵察員として搭乗。操縦は中野増男上飛曹（乙飛16期）であった。4月6日、嘉手納海岸上陸中の米軍を襲撃し、輸送船に4発のロケット弾を命中させた。4月～5月ごろ、休養と訓練指導を兼ねて藤枝に一時退く。
8月8日夜、アメリカ軍占領下の「沖縄基地夜間攻撃」の命を受け彗星夜戦1編隊（8機）の戦九〇一号機（操縦・中野増男上飛曹、乙飛16期）に偵察員として搭乗して出撃する。友機とともに敵飛行場内の一箇所炎上、伊江島にて大火災発生の戦果をあげるが、残波岬の北北東上空において、アメリカ海兵隊第542夜戦飛行隊のウイリアム・E・ジェニングス少尉機（F6F‐5N夜戦)により撃墜され戦死した。美濃部少佐は数ヶ月前から中野上飛曹に死相のようなものを感じており、休暇に出すなどしたが状況は変わらず、任務から外そうとしたが本人の強い反対を受けたという。美濃部少佐の強い要望により、二階級特進。
〔参考文献：日本近代戦史叢書〕